# Club Bolívar
O Club Bolívar é um clube de futebol profissional boliviano sediado em La Paz. Fundado em 1925, seu nome é em homenagem ao líder militar Simón Bolívar e sua cor tradicional é o azul-celeste. Disputa a Primera División da Bolívia, mandando seus jogos no Estádio Hernando Siles.
É o clube mais vencedor da liga boliviana, com um recorde de 31 títulos. Em nível internacional, suas melhores campanhas foram uma semifinal na Copa Libertadores de 2014, além de um vice-campeonato na Copa Sul-Americana de 2004.
Em janeiro de 2021, o Bolívar foi anunciado como o primeiro clube parceiro do City Football Group, permitindo o clube explorar experiências com clubes adquiridos pelo grupo, inclusive nas áreas de olheiros e treinamentos, estrutura e conselhos estratégicos.

## História
O clube foi fundado 12 de abril de 1925, por um grupo de amigos da classe média de La Paz. Diferentemente da moda da época, que consistia em batizar as equipes que surgiam em inglês, seus fundadores faziam questão de que o nome do novo clube fosse em espanhol. Como se celebrava o então primeiro centenário da independência da Bolívia, escolheu-se homenagear o general Simón Bolívar, herói nacional boliviano e de outras nações sul-americanas. Inicialmente chamado de "Atlético Bolívar Literario Musical", teve o nome encurtado para "Club Atlético Bolívar". Os fundadores também inovaram ao optar pelo azul-celeste como cor do uniforme da equipe, um tomo impensável para a época.
Dois anos depois da fundação, o Bolívar filiou-se à La Paz Fútbol Asociation, onde começaria a despontar como uma equipe importante do futebol local, vencendo a liga amadora da entidade em 1932, 1937, 1939, 1940, 1941 e 1942. Durante a década de 1950, quando o futebol boliviano entrava na era da semi-profissionalização, o Bolívar ganhou mais três campeonatos em 1950, 1953 e 1956. Nessa época, destacava-se no clube o atacante Víctor Ugarte, o "Maestro", considerado um dos melhores jogadores bolivianos de todos os tempos. Ainda em 1956, ocorreu um dos maiores feitos do clube: uma goleada de 7 a 2 imposta ao River Plate, em um amistoso em La Paz.
No entanto, o Bolívar experimentou um jejum de títulos locais nos anos seguintes. O ápice da fase ruim foi um rebaixamento na Copa Simón Bolívar de 1964. Dois anos mais tarde, porém, o clube conquistaria o mesmo torneio, que era o que havia de mais próximo a um campeonato nacional naquela época. Outros dois títulos vieram em 1968 e 1976, quando cresceu a rivalidade com outro grande da capital boliviana, o Strongest. Na segunda metade da década de 1970, o futebol boliviano consolidou sua profissionalização com a criação de um novo Campeonato Nacional, em 1977. Na temporada seguinte, o Bolívar sagrou-se campeão pela primeira vez desse torneio.
Com atletas que entraram para a história, como Carlos Aragonés, no início, e Carlos Borja, mais tarde, o clube venceu o campeonato nacional mais cinco vezes na década de 1980: 1982, 1983, 1985, 1987 e 1988. Outros ídolos naquele tempo foram  Erwin Romero, Vladimir Soria (revelado no clube e que jamais defendeu outra equipe) e o argentino Carlos López. Foram estes jogadores que colocavam o Bolívar constantemente na Copa Libertadores da América. Sua melhor campanha no torneio continental foi na edição de 1986, quando chegou à fase semifinal (naquela época, disputada em dois grupos de três equipes). Entre as edições 1983 e 1994, o Bolívar manteve uma invencibilidade de 24 jogos em casa.
A "Academia" manteve sua hegemonia no futebol boliviano ao longo da década de 1990, conquistando outro cinco títulos nacionais: 1991, 1992, 1994, 1996 e 1997. Entre alguns nomes que brilharam no Bolívar no período, destacam-se Marco Antonio Sandy, Milton Melgar, Julio Baldivieso e Marco Etcheverry – todos da chamada "geração de ouro" do futebol boliviano e integrantes da seleção que disputou a Copa do Mundo de 1994.
Na década de 2000, o Bolívar faturou mais cinco nacionais (2002, Apertura-2004, Apertura-2005, Apertura-2006 e Apertura-2009). Também chegou pela primeira vez a uma final de um torneio da Conmebol, a Copa Sul-Americana de 2004, tendo sido derrotado pelo Boca Juniors.
Nos últimos anos, mais quatro conquistas no Campeonato Boliviano (Adecuación-2011, Clausura-2013, Apertura-2014 e Clausura-2015) consagram o clube como o maior campeão do torneio desde a profissionalização em 1977, com 20 taças. Em 2014, pela primeira vez chega a uma semifinal de Copa Libertadores. Até então, jamais havia passado das quartas-de-final da competição.

## Rival
Seu maior rival no futebol é o clube The Strongest, também de La Paz, com quem faz o chamado "Clássico do futebol boliviano".

## Estádio
O Bolívar inaugurou seu Estádio Libertador Simón Bolivar em 1976. Inicialmente, tinha capacidade para acolher 30 mil pessoas, mas só pode receber 15 mil na atualidade por questões estruturais. Por essa razão, o clube manda seus jogos no Estádio Hernando Siles, o maior do país, que pode receber 42 mil pessoas.

## Títulos
| NACIONAIS | NACIONAIS                      | NACIONAIS | NACIONAIS |
|           | Competição                     | Títulos   | Temporadas |
| --------- | ------------------------------ | --------- | --- |
|           | Campeonato Boliviano           | 31        | 1950, 1953, 1956, 1966, 1968, 1976, 1978, 1982, 1983, 1985, 1987, 1988, 1991, 1992, 1994, 1996, 1997, 2002, 2004-A, 2005-AD, 2006-C, 2009-A, 2011-AD, 2013-C, 2014-A, 2015-C, 2017-A, 2017-C, 2019, 2022-A e 2024 |
|           | Copa da Liga Boliviana         | 2         | 1979 e 2023 |
|           | Torneio Integrado              | 1         | 1956 |
|           | Copa Simón Bolívar             | 3         | 1966, 1968 e 1976 |
|           | Copa Aerosul                   | 2         | 2009 e 2010 |
|           | Copa Cine Center               | 1         | 2013 |
| REGIONAIS |                                |           | |
|           | Competição                     | Títulos   | Temporadas |
|           | Campeonato da "Liga de La Paz" | 13        | 1932, 1937, 1939, 1940, 1941, 1942, 1950, 1953, 1956, 1966, 1967, 1969 e 1976 |

 LEGENDAS: 
 AD:  Torneio Adequação 
 A:  Torneio Apertura
 C:  Torneio Clausura

### Outras campanhas de destaque
- Copa Libertadores da América
  - Semifinalista (1): 2014
- Copa Sul-Americana
  - Vice-campeão (1): 2004

## Treinadores
- Dan Georgiadis (1962), (1965–1968)
- Ramiro Blacut (1979), (1983), (1988–1989), (1995)
- Antonio Habas (1994–1995), (2000–2001)
- Jorge Habegger (2005), (2008)
- Víctor Hugo Antelo (2007)
- Gustavo Quinteros (2009)
- Santiago Escobar (2009-2010)
- Néstor Clausen (2010–2011)
- Guillermo Hoyos (2011–2012)
- Miguel Ángel Portugal (2012–2013)
- Vladimir Soria (2014), (2021)
- Xabier Azkargorta (2014–2015)
- Eduardo Villegas (2015)
- Rubén Insúa (2016)
- Beñat San José (2016–2017)
- Vinícius Eutrópio (2018)
- Alfredo Arias (2018)
- César Vigevani (2019)
- Claudio Vivas (2020)
- Wálter Flores (2020)
- Natxo González (2020–2021)
- Antônio Carlos Zago (2021–2022)
- Beñat San José (2022–)